# Python (Efteling)
De Python is een stalen achtbaan in het Nederlandse attractiepark de Efteling. De Python werd geopend op 12 april 1981 en heeft vier inversies (twee loopings en twee kurkentrekkers). 

## Geschiedenis
Eind jaren zeventig besloot de Efteling tot de bouw van hun allereerste achtbaan. Op 8 maart 1980 werd het nieuws over de komst van de attractie naar buiten gebracht. Kort na de aankondiging van de bouw werden er echter bij de gemeente Loon op Zand klachten ingediend over het feit dat de bouw in strijd zou zijn met het bestemmingsplan. Daarnaast werd er gevreesd voor verstoring van de rust in De Loonse en Drunense Duinen. De stichting Brabantse Milieufederatie sloot zich bij het protest aan en diende zelfs een schorsingsverzoek in bij de Raad van State. Door de protesten stopte de Efteling tijdelijk met de bouw van de achtbaan. Op 28 januari 1981 maakte de rechter bekend dat de verzoeken om de bouwvergunning te schorsen niet gehonoreerd zouden worden en ook de Raad van State besloot dat de Efteling verder mocht bouwen aan de achtbaan.
De bouw in 1981 kostte 10 miljoen gulden, omgerekend ongeveer 4,5 miljoen euro en geïndexeerd naar 2017 ongeveer 12 miljoen euro. De renovatie in 2018 (zie verder) kostte de Efteling 4,5 miljoen euro.
Aanvankelijk reed de Python met drie treinen gebouwd door Arrow Dynamics. Dit werd later in verband met veiligheidsvoorschriften teruggebracht tot twee treinen. De oorspronkelijke treinen werden in 1996 vervangen door nieuwe treinen geleverd door de firma Vekoma uit Vlodrop (Limburg), tevens de bouwer van de baan zelf. In 2005 werden de treinen nogmaals vervangen door treintjes van de uit het faillissement van Vekoma doorgestarte firma Kumbak Coasters. Vanaf seizoen 2006 reden deze treintjes met nieuwe beugel, werd de sticker met slangenprint vervangen door spuitwerk en werd een staart toegevoegd. Deze nieuwe treinen gaven echter veel problemen en werden zes jaar later weer vervangen: op 10 oktober 2011 meldde de website Looopings dat er nieuwe treinen voor de baan waren besteld bij Vekoma. Deze stonden vanaf 6 december 2011 op de baan.
Van 8 januari tot 30 maart 2018 onderging de Python groot onderhoud. De stalen constructie (baan en ondersteuningen) tussen de eerste val en de eindremmen werd compleet vervangen; alleen het station, de lift, de bocht na de lift, de eerste val en de remsectie bleven intact. Het baanverloop bleef identiek, maar de baan werd volledig opnieuw uitgetekend en er werden enkele minimale aanpassingen aangebracht. Sommige bochten werden verbreed, een aantal delen werd extra gebankt en op enkele plaatsen verdwenen de bruuske bewegingen van de oude baan.

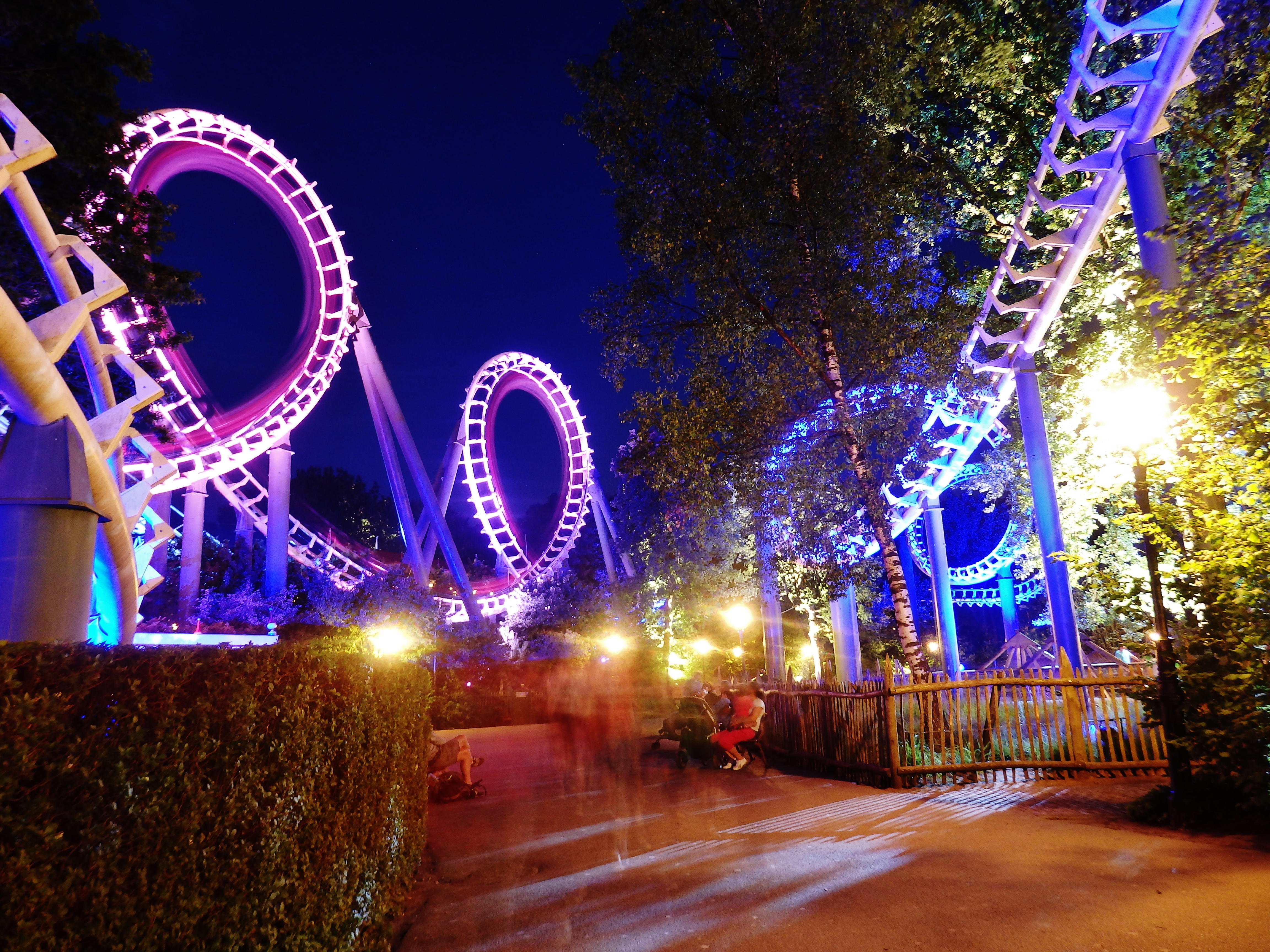
De originele baan in de avond
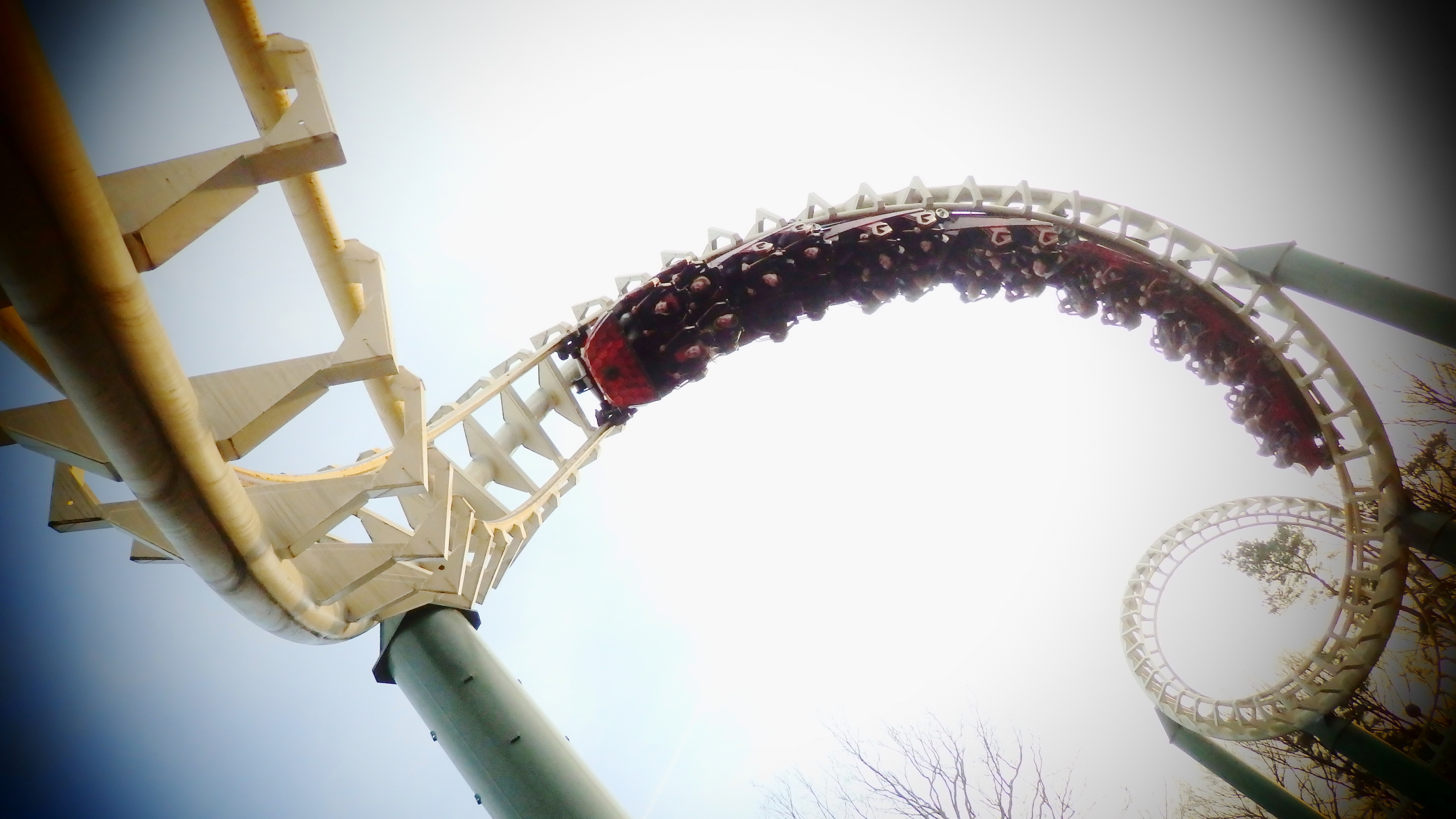
Een van de kurkentrekkers in de originele baan
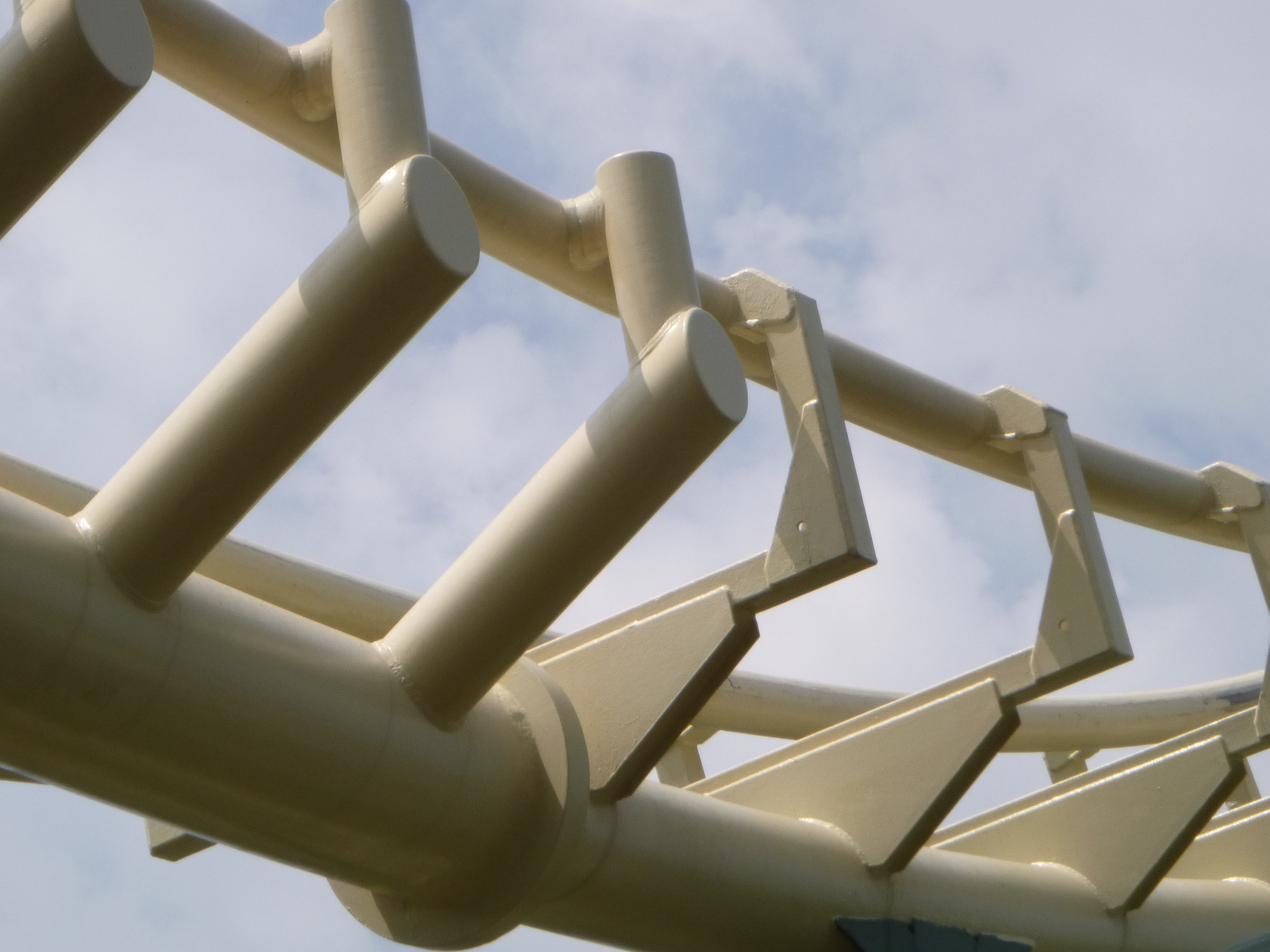
Nieuwe en originele baan
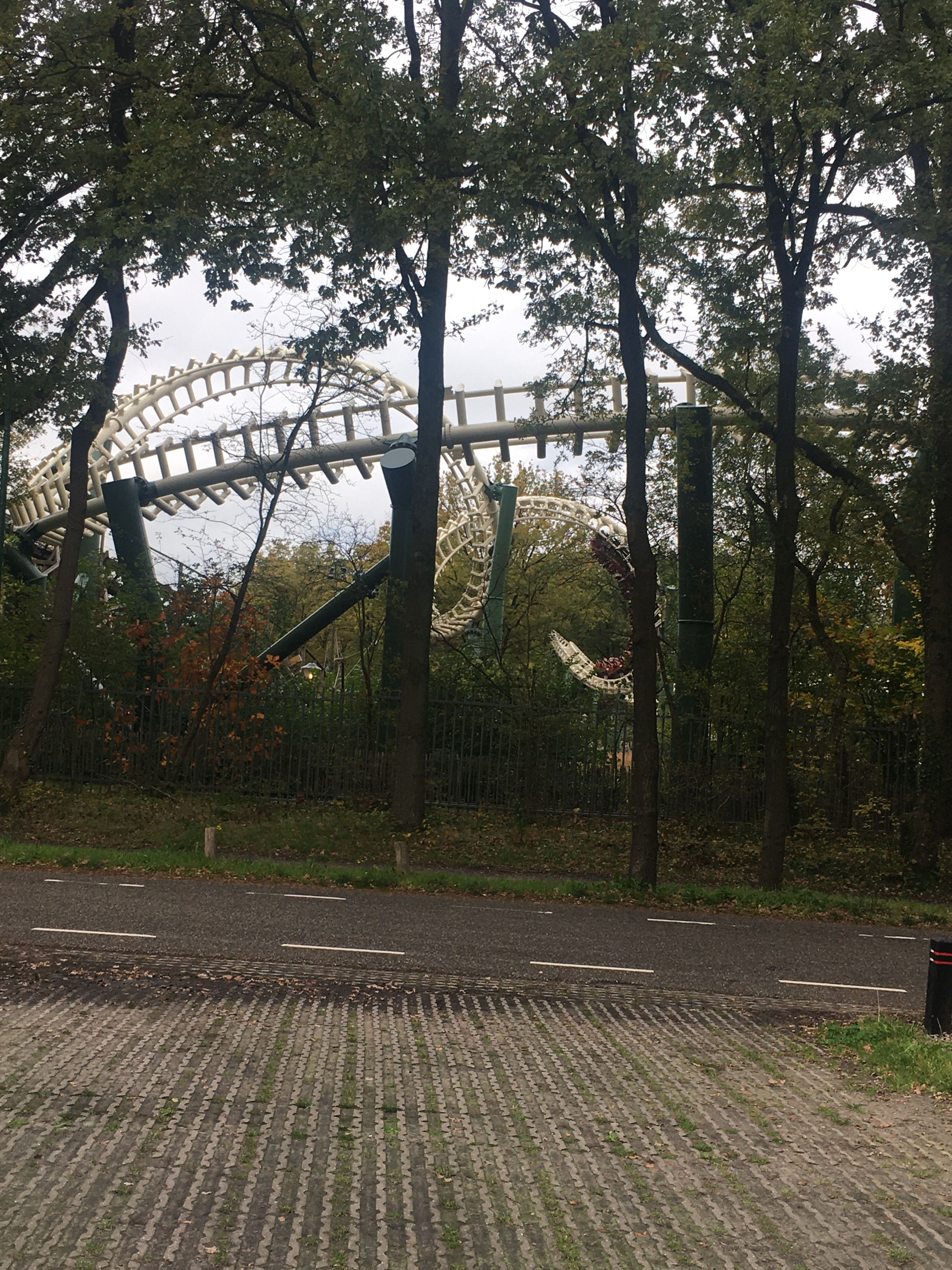
De Python vanaf Villa Pardoes (2019)

### Incidenten
- In september 2005 was er een incident, waarbij een treintje tot stilstand kwam en terugrolde, en een meisje lichtgewond raakte omdat ze brandweeraanwijzingen niet opvolgde.[6][7]
- Nadat op 30 juli 2007 de trein van de achtbaan op het hoogste punt was vastgelopen, begon deze nog tijdens de evacuatie weer te rijden. Een van de voorste passagiers wist net op tijd zijn veiligheidsbeugel dicht te trekken. Een medewerker raakte lichtgewond.[8] Een filmpje van het voorval verscheen een dag later op internet, via onder andere YouTube. Dit ongeluk kon ontstaan doordat men achterin begon met evacueren, waardoor de achterkant van de trein lichter werd dan de voorkant. Doordat de trein half over de top van de kettinglift stond, begon de trein vooruit te rijden.[9] Andersom is overigens niet mogelijk: de trein kan niet achteruitrijden via de optakeling. De trein haakt dan in de terugrolbeveiliging. Na de gebeurtenis scherpte de Efteling het evacuatieplan van de Python aan: bezoekers zullen altijd door de eigen bedrijfsbrandweer van de Efteling worden geëvacueerd en de trein zal worden vastgemaakt voordat de evacuatie begint.

## Technische gegevens
- Baanlengte: 750 meter
- Hoogte: 29 meter
- Valafstand: 22 meter
- Inversies: 4 (2 loopings en 2 kurkentrekkers)
- Topsnelheid: 85 km/u[9]
- G-kracht: 3,5 g
- Leveranciers: Arrow (treinen/1981); Vekoma (baan/1981, treinen/1996, treinen/2011); Kumbak Coasters (treinen/2005)
- Huidige treinen: Vekoma MK1212
- Aantal treinen: 2 treinen van elk 7 wagentjes (sinds 2006 met achteraan een klein wagentje als 'staart', hier kunnen echter geen passagiers in), met 4 stoelen per wagen; 28 passagiers totaal per trein

## Trivia

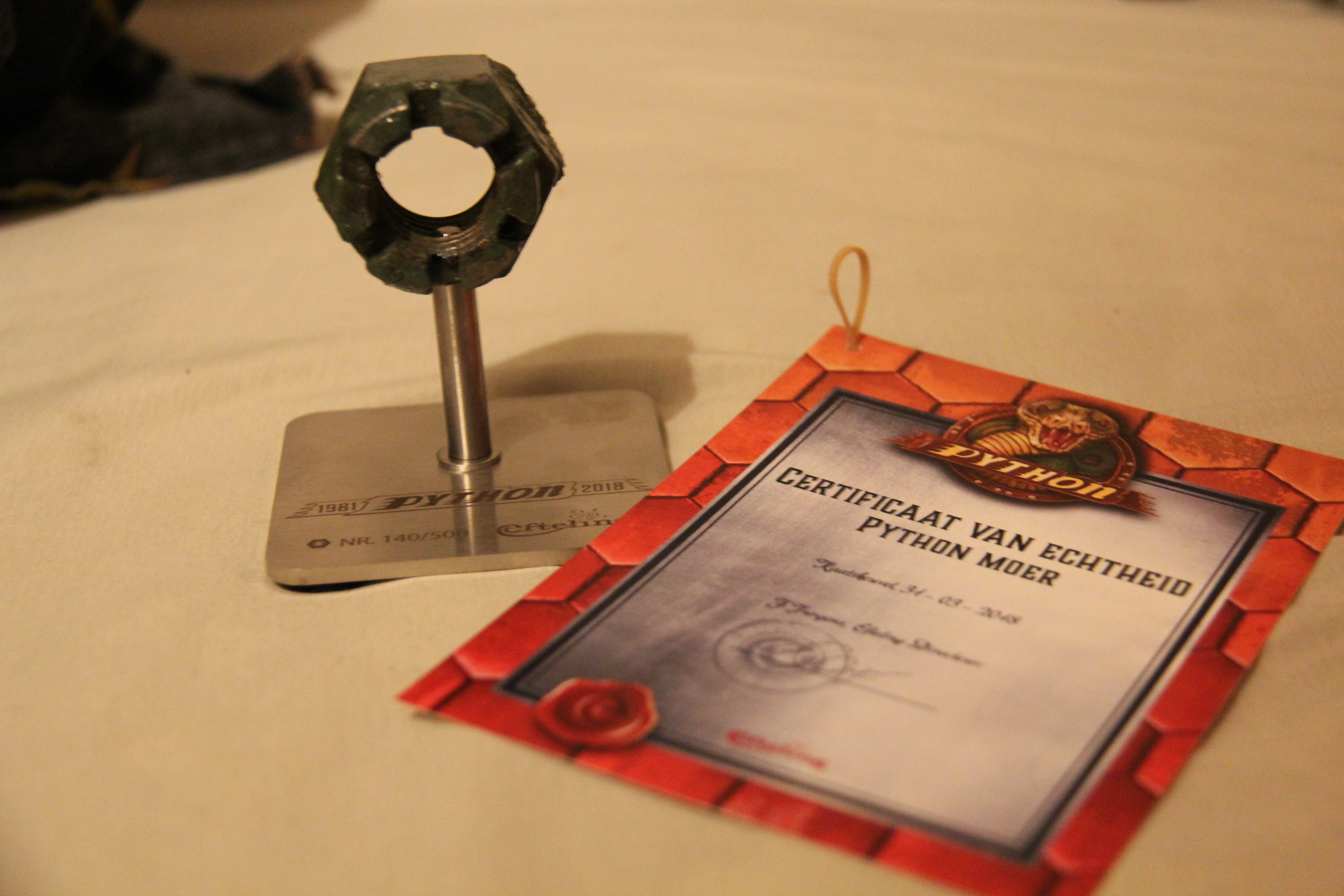
Een moer uit de originele baan die verkocht werd als souvenir

- De Python was tijdens de bouw in 1981 ter plekke in elkaar gelast, wat vrij uitzonderlijk is voor stalen achtbanen, die meestal uit aparte baanstukken bestaan die met bouten en moeren aan elkaar worden gemaakt.
- De treintjes lopen later op de dag sneller dan 's ochtends, doordat de olie in de wiellagers opgewarmd is. De topsnelheid ligt later op de dag daardoor rond de 85 km/u.[bron?]
- De Python werd gebouwd door Vekoma, maar het ontwerp en de lay-out van de baan zijn vervaardigd door Arrow Dynamics voor de Carolina Cyclone, een achtbaan in Carowinds die opende in 1980. Naast de Python zijn er nog vijf andere achtbanen met deze identieke lay-out gebouwd, onder meer Montaña Rusa in Diverland in Venezuela (1983), Shaman in het Italiaanse Gardaland (1985) en Euro-Loop in het Franse Europark (2004). Deze laatste stond voorheen als Miralooping in het Franse Mirapolis (1988) en als Mega Looping Bahn in het Duitse Spreepark (2002).
- De Python trok in in het openingsjaar zoveel aandacht, dat de mensen die vlak langs het park reden, stil bleven staan om te kijken. Om dit te voorkomen, plaatste de gemeente Kaatsheuvel betonblokken langs de weg.[10]
- De Python is de oudste attractie van de Efteling waarbij een actiefoto tijdens de rit wordt gemaakt. De camera werd geplaatst in 1994, dertien jaar na de opening van de achtbaan.
- In 1983 werd met zanger Hans de Booij de clip van zijn single Annabel bij de Python opgenomen.[11]
- Boeienkoning Joe Alcatraz deed in 1985 voor het televisieprogramma De Eerste de Beste een stunt waarbij hij vastgeketend werd aan de laatste bocht van de baan van de Python en zich net op tijd wist los te maken.
- Een deel van videoclip van het liedje Ik ben verliefd van Samson en Gert werd opgenomen in en rond de Python.